# ジプロシステス酸
ジプロシステス酸（英語、Diploschistesic acid）とは、地衣デプシドに分類される有機化合物の1種で、2,3,4-トリヒドロキシ-6-メチル安息香酸4-カルボキシ-3-ヒドロキシ-5-メチルフェニルのことである。CAS登録番号は、537-08-6。

## 構造と性質
ジプロシステス酸の分子式はC16H14O8であり、分子量は約334.28。
2つの芳香環がカルボン酸エステルの形で結合したタイプの地衣デプシドである。したがって、分子内にはフェノール性水酸基を持っており、塩化鉄(III)との反応では青紫色を呈する。
この他にもカルボキシ基のような極性の大きな官能基を持っており、極性溶媒であるエタノールには溶解しやすい。
また、アセトンにも比較的溶解しやすい反面、非極性溶媒であるベンゼンには溶解しにくい。なお、常温常圧においてジプロシステス酸は固体であり、その融点は約174 ℃であるものの、この温度になると分解する。

## 所在

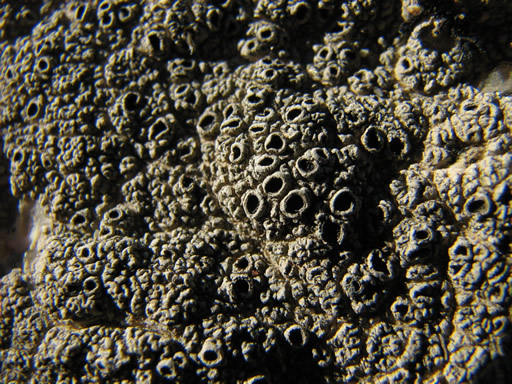
ジプロシステス酸を含有する:en:Diploschistes scruposus。

ジプロシステス酸は、地衣類のen:Diploschistes scruposusに含有されていることが知られている。